# Josef Steger
Josef Steger (19 de março de 1904, data de morte desconhecida) foi um ciclista alemão, que competiu pelo seu país nos Jogos Olímpicos de Amsterdã 1928 e terminou em quinto na perseguição por equipes.